# Élections générales espagnoles de 1898
Les élections générales espagnole de 1898 sont les élections à Cortès convoquées le 27 mars 1898, durant la régence de Marie-Christine d'Autriche, au suffrage universel masculin. Il s'agit des 7es élections sous l’égide de la Constitution de 1876, les 9es de la Restauration.
Comme lors de toutes les élections de la Restauration, elles donnent la majorité au parti nouvellement nommé au gouvernement, en l'occurence le Parti libéral, gouvernement présidé par Práxedes Mateo Sagasta. Le résultat était en effet en grande partie déterminé à l'avance (« encasillado ») grâce à la fraude électorale systématique réalisée via le réseau de caciques déployé sur tout le territoire. Ainsi, dans le régime politique de la Restauration, les gouvernements changeaient avant les élections et non après, comme c'est normalement le cas dans un régime parlementaire,,.

## Résultats
Le taux d'abstention est inconnu et, comme c'était courant à l'époque, on suppose les résultats massivement manipulés, étant donné la victoire écrasante des libéraux dynastiques, qui obtiennent une majorité écrasante de 266 au Congrès, leur permettant d'exercer le gouvernement sans difficulté.
| Parti / Faction            | Députés |
| -------------------------- | ------- |
| Libéraux et ministériels   | 266     |
| Union conservatrice        | 68      |
| Républicains               | 14      |
| Indépendants               | 10      |
| Conservateurs indépendants | 10      |
| Romeristas                 | 6       |
| Traditionalistes           | 5       |
| Non identifiés             | 22      |